# Tegenaria mirifica
Tegenaria mirifica là một loài nhện trong họ Agelenidae.
Loài này thuộc chi Tegenaria. Tegenaria mirifica được Konrad Thaler miêu tả năm 1987.